# Patrice de La Tour du Pin

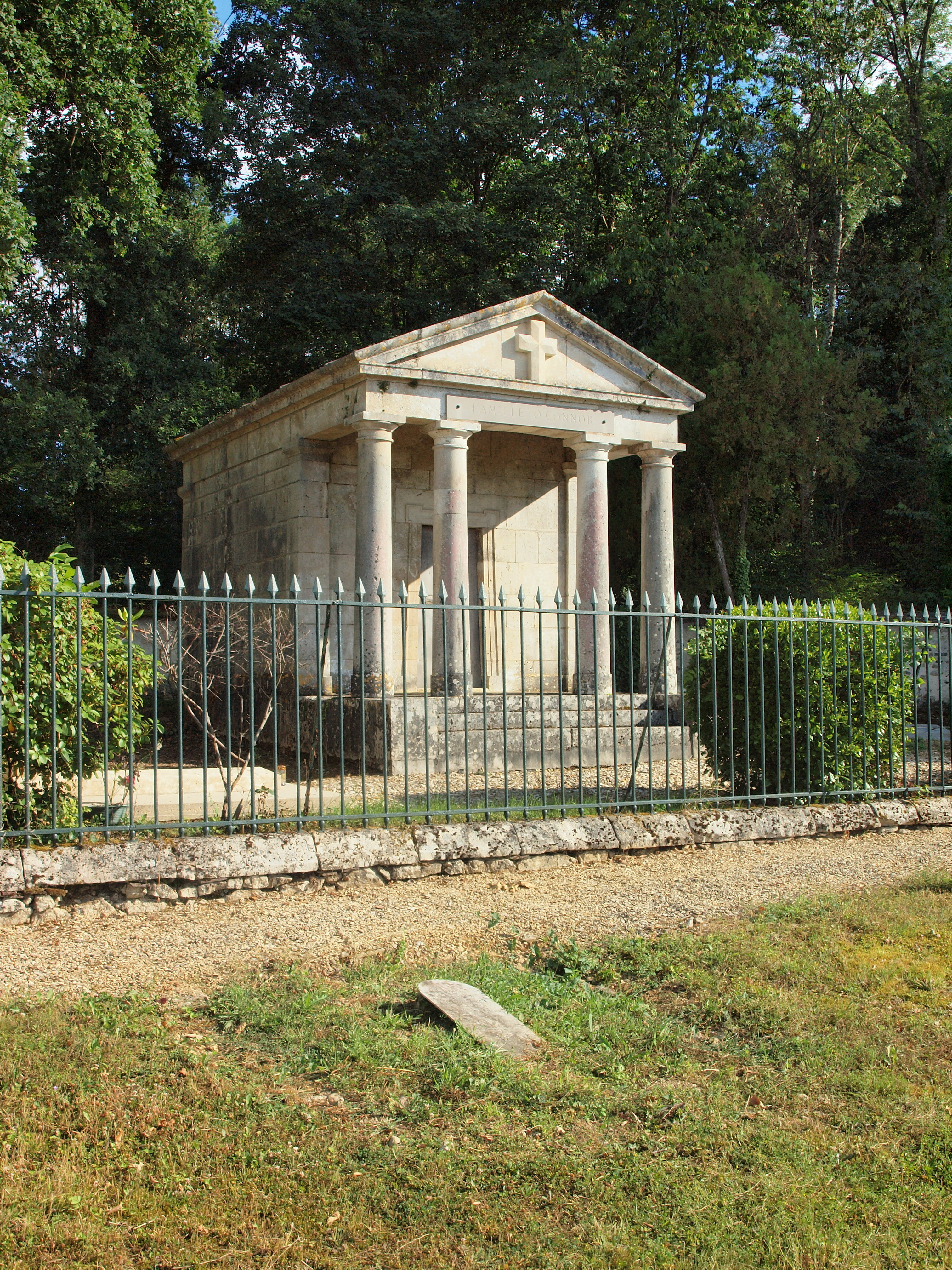
Grab von Patrice de La Tour du Pin in Le Bignon-Mirabeau (links neben der Grabeskapelle)

Patrice de La Tour du Pin (* 16. März 1911 in Paris; † 29. Oktober 1975 ebenda) war ein französischer Dichter.

## Leben
Patrice de La Tour du Pin stammte väterlicherseits von einer Familie von  Dauphins der Dauphiné und mütterlicherseits von Nicolas de Condorcet ab. Als er drei Jahre alt war, fiel sein Vater im Ersten Weltkrieg. Er wuchs im elterlichen Schloss in Le Bignon-Mirabeau im Gâtinais auf. Mit 19 Jahren begann er eine katholisch orientierte Dichtung zu verfassen. Als er im Zweiten Weltkrieg jahrelang im Lager Elsterhorst gefangen war, wurde ihm diese Zwangslage zur fruchtbarsten poetischen Inspiration, die er in dem sich über 35 Jahre erstreckenden Werk Une somme de poésie niederlegte. Dabei ist somme als Summa im Sinne der Summa theologica des Thomas von Aquin zu verstehen, der La Tour du Pin eine „Summa theo-poetica“ an die Seite stellen wollte. 1939 erhielt er den Prix Mallarmé, 1961 den Grand Prix de Poésie der Académie française und 1971 den Grand prix catholique de littérature. Er starb 1975 im Alter von 64 Jahren und wurde auf dem Friedhof von Le Bignon-Mirabeau beigesetzt. Im Schloss Le Bignon-Mirabeau ist ihm ein Literaturmuseum eingerichtet. In Paris ist im 20. Arrondissement eine Straße nach ihm benannt.
Unter der jüngeren Dichtergeneration ist ihm Jean-Pierre Lemaire verwandt.

## Werke (Auswahl)
- La Quête de joie. Paris 1933. (zahlreiche Auflagen)
- Une Somme de poésie 1. Le Jeu de l'homme en lui-même. Gallimard, Paris 1946. (631 Seiten)
- Une Somme de poésie 2. Le Jeu de l'homme devant les autres. Le Second jeu. Gallimard, Paris 1959. (480 Seiten)
- Une Somme de poésie 3.1. Le Jeu de l'homme devant Dieu. 1re partie. Petit théâtre crépusculaire. Gallimard, Paris 1963, 1981. (328 Seiten)
- Une Somme de poésie 3.2. Le Jeu de l'homme devant Dieu. 2e partie. Carême et temps pascal. Une Lutte pour la vie. Gallimard, Paris 1970, 1982. (327 Seiten, Grand prix catholique de littérature 1971)
- Concert eucharistique. Desclée, Paris 1972.